# Tommy Hunter (Musiker)
Tommy Hunter, CM, O.Ont (* 20. März 1937 als Thomas James Hunter in London, Ontario) ist ein kanadischer Country-Musiker, der ab 1965 fast drei Jahrzehnte lang die Fernsehshow The Tommy Hunter Show moderierte.

## Leben
Tommy Hunter trat erstmals im Alter von vierzehn Jahren beim Radio-Sender CBC (Canadian Broadcasting Corporation) auf. Er sollte sein ganzes musikalisches Leben diesem Sender verbunden bleiben. Nach einigen Jahren rastlosen Umherziehens schloss er sich 1956 der Fernsehshow Country Hoedown an, wo er zunächst Gitarre spielte und später als Sänger mitwirkte.
Ab 1962 hatte er seine eigene Radiosendung, die täglich ausgestrahlte Tommy Hunter Show. Ab 1965 wurde die Show vom Fernsehen übernommen, wo sie bis 1992 jeweils Samstagabends ausgestrahlt wurde. Mit einer Laufzeit von siebenundzwanzig Jahren war sie die langlebigste Country-Musik-Fernsehserie aller Zeiten. Es nahmen überwiegend kanadische Musiker teil, aber es gab auch Gastauftritte US-amerikanischer Stars.
Neben seinen Fernseharbeiten nahm Hunter eine Reihe von Langspielplatten und Singles auf, die aber nicht sonderlich erfolgreich waren. Außerdem trat er in der Grand Ole Opry auf.